# Pretilia tuberculata
Pretilia tuberculata – gatunek chrząszcza z rodziny kózkowatych i podrodziny zgrzypikowych. Jedyny przedstawiciel rodzaju Pretilia i plemienia Pretiliini.

## Zasięg występowania
Ameryka Południowa, notowany w Gujanie Francuskiej i Brazylijskim stanie Pará.